# بني الصباح (الشغادرة)

تعديل مصدري - تعديل

بني الصباح هي إحدى قرى عزلة جبل الشغادرة بمديرية الشغادرة التابعة لمحافظة حجة، بلغ تعداد سكانها 1084 نسمة حسب تعداد اليمن لعام 2004.